# Список олімпійських медалістів з футболу
У даному списку перелічені усі чемпіони (країна та гравці команди), які вигравали олімпійський футбольний турнір. Вперше змагання з футболу провели на Олімпіаді 1900 року і це були змагання серед чоловіків (МОК офіційно визнає турніри 1900 та 1904 років, а ФІФА – ні). Участь в тому турнірі брали всього три команди. Першим олімпійським чемпіоном з футболу стала команда Великої Британії (була повністю софрмована на базі клубу Аптон Парк). Критерії гравців, які допускалися до олімпійського турніру постійно мінялися: спочатку допускали тільки аматорів, але з 1984 року допустили і професіоналів (для зони УЄФА та КОНМЕБОЛ – тільки тих професіоналів, які не брали участі на чемпіонаті світу). З 1992 року до команди можна включати гравців не старших 23 років (виключення дається для трьоох гравців, які можуть бути старшими). Футбольні змагання проводилися і на проміжних (не визнаються МОКом) іграх 1906 року в Афінах.
Перші змагання серед жінок провели тільки в 1996 році в Атланті. Першими жіночим чемпіоном стала збірна США. Для жіночих збірних не діють вікові обмеження.

## ХХ століття
| Місце                                                                                    | Переможець турніру | Загалом таких медалей | Склад команди | Головний тренер           | Примітки    |
| ---------------------------------------------------------------------------------------- | ------------------ | --------------------- | --- | ------------------------- | ----------- |
| II Літня Олімпіада (1900) детальніше про футбольний турнір на цій Олімпіаді              |                    |                       | |                           |             |
|                                                                                          | Велика Британія    | 1                     | Джеймс Джонс, Клод Бакенгем, Вільям Гослінг, Альфред Чок, Том Беррідж, Вільям Квош, Артур Тернер, Фредерік Спекмен, Дж. Ніколас, Джек Зіллі, А. Хеслем | невідомо                  | [ 1 ] [ 2 ] |
|                                                                                          | Франція            | 1                     | Люсьєн Юто, Луї Бак, П'єр Альман, Віржіль Гайяр, Альфред Блок, Моріс Макер, Ежен Фрайсс, Жорж Гарньє, Марсель Ламбер, Фернан Канель, Гастон Пельтьє, Рене Гранжан, Р. Дюпар | невідомо                  | [ 1 ] [ 2 ] |
|                                                                                          | Бельгія            | 1                     | Марсель Лебутт, Рауль Келеком, Ернест де Мелен, Альфонс Раньє, Жорж Пельгрім, Едмон Ніф, Каміль ван Гоорден, Ерік Торнтон, Гедрік ван Гекелюм, Еміль Спанног, Альбер Дельбек, Люсьєн Лондо | Франк Кеніг               | [ 1 ] [ 2 ] |
| III Літня Олімпіада (1904) детальніше про футбольний турнір на цій Олімпіаді             |                    |                       | |                           |             |
|                                                                                          | Канада             | 1                     | Ернест Лінтон, Джордж Дакер, Джон Гурлі, Боббі Лейн, Альберт Джонстон, Джек Фрейзер, Отто Крістмен, Том Тейлор, Фред Стіп, Александр Голл, Гордон Макдональд, Вільям Твейтс, Альберт Гендерсон, Парнелл Гурлі | Луїс Дафф                 | [ 3 ]       |
|                                                                                          | США                | 1                     | Луїс Менгес, Оскар Брокмайєр, Джон Джануарі, Том Джануарі, Чарльз Джануарі, Пітер Ретікен, Воррен Бріттінгем, Александр Кадмор, Чарльз Бартліфф, Реймонд Лоулер, Джозеф Лайдон | Джозеф Лайдон             | [ 3 ]       |
|                                                                                          | США                | 1                     | Френк Фрост, Джордж Кук, Генрі Джеймсон, Джозеф Бреді, Мартін Дулінг, Едвард Діркес, Кормік Косгров, Клод Джеймсон, Гаррі Тейт, Том Кук, Лео О'Коннелл, Джонстон | невідомо                  | [ 3 ]       |
| IV Літня Олімпіада (1908) детальніше про футбольний турнір на цій Олімпіаді              |                    |                       | |                           |             |
|                                                                                          | Велика Британія    | 2                     | Горас Бейлі, Рональд Бребнер, Волтер Корбетт, Герберт Сміт, Альберт Скотерн, Кеннет Гант, Фредерік Чепмен, Роберт Гоукс, Альберт Белл, Волтер Дафферн, Артур Беррі, Вівіан Вудворд, Гарольд Степлі, Клайд Пернелл, Гарольд Гардман, Томас Портер, Джордж Барлоу, В. Крабтрі | Альфред Девіс             | [ 4 ]       |
|                                                                                          | Данія              | 1                     | Людвіг Дрешер, Чарльз фон Бухвальд, Гаральд Гансен, Гаральд Бор, Крістіан Міддельбю, Нільс Міддельбю, Кнуд Гансен, Оскар Норланд, Август Лінгрен, Софус Нільсен, Вільгельм Вольфхаген, Петер Андерсен, Бйорн Расмуссен, Йоганнес Ганділь, Одберт Б'ярнгольт, Магнус Бек, Ейнар Міддельбю                                                                                              | Чарльз Вільямс            |             |
|                                                                                          | Нідерланди         | 1                     | Рейнір Беувкес, Ло Ла Шапелле, Джон Гейнінг, Луї Оттен, Вік Гонсалвес, Карел Гейтінг, Ян Кок, Бок де Корвер, Міл Мюндт, Етьє Сол, Ян ван ден Берг, Франс де Бройн Копс, Йопс Реман, Тойне ван Рентергем, Едю Снетхлаге, Ян Томе, Каюс Велкер | Едгар Чедвік              |             |
| V Літня Олімпіада (1912) детальніше про футбольний турнір на цій Олімпіаді               |                    |                       | |                           |             |
|                                                                                          | Велика Британія    | 3                     | Рональд Бребнер, Горас Бейлі, Томас Берн, Артур Найт, Вільям Мартін, Дуглас Маквіртер, Генрі Літлворт, Джозеф Дайнс, Гарольд Стемпер, Едвард Ганні, Артур Беррі, Вівіан Вудворд, Гордон Гоур, Айван Шарп, Гордон Райт, Самюель Сандерс, Леонард Дейв | Адріан Берч               | [ 5 ]       |
|                                                                                          | Данія              | 2                     | Софус Гансен, Людвіг Дрешер, Чарльз фон Бухвальд, Свенд Кастелла, Нільс Міддельбю, Еміль Йоргенсен, Пауль Берт, Івар Люкк, Єнс Дюрберг, Віго Мальмквіст, Оскар Норланд, Мартін Туфасон, Оле Ольсен, Софус Нільсен, Вільгельм Вольфхаген, Поуль Нільсен, Аксель Петерсен, Ялмар Крістоферсен, Крістіан Морвілль                                                                        | Луїс Еструп               |             |
|                                                                                          | Нідерланди         | 2                     | Юст Гебель, Вім ван Ек, Давід Вейнвелдт, Констант Фейт, Піт Боуман, Йоп Боутмі, Дірк Лотсі, Ніко де Вольф, Ге Фортгенс, Бок де Корвер, Дольф ван дер Нагель, Ян ван Бреда Колф, Гюг де Грот, Ян ван дер Сльойс, Ян Вос, Ніко Боуві, Кес Тен Кате, Фелікс вон Гейден, Мартін Гудкопер                                                                                                  | Едгар Чедвік              |             |
| VII Літня Олімпіада (1920) детальніше про футбольний турнір на цій Олімпіаді             |                    |                       | |                           |             |
|                                                                                          | Бельгія            | 1                     | Жан де Бі, Леон Вандермайрен, Арманд Швартенбрекс, Оскар Вербек, Леопольд де Грооф, Йозеф Муш, Еміль Анс, Андре Фірен, Август Пельсмекер, Жульєн Кнудд, Луї ван Гег, Робер Коппе, Фелікс Балю, Фернан Нісо, Жорж Ебден, Матьє Брагар, Анрі Ларно, Дезір Бастен, Іван Тис, Франс Догер, Жорж Мішель, Фернан Вертц                                                                      | Вільям Максвелл           |             |
|                                                                                          | Іспанія            | 1                     | Рікардо Самора, Агустін Ейсагірре, Луїс Отеро, Маріано Аррате, Педро Вальяна, Мануель Карраско, Хосеп Самітьєр, Хосе Белаусте, Рамон Егісабаль, Хуан Артола, Агустін Санчо, Сабіно Більбао, Роман Емері, Франсиско Пагаса, Фелікс Сесумага, Патрісіо Араболаса, Рафаель Пічічі, Домінго Аседо, Хоакін Васкес, Рамон Мончо Хіль, Сільверіо Ісагірре, Рамон Гонсалес                    | Франсіско Бру             |             |
|                                                                                          | Нідерланди         | 3                     | Дік Макнейл, Генк Темпел, Гаррі Деніс, Бен Вервей, Еб Ван дер Клуфт, Лео Боссарт, Фрітс Куйперс, Генк Стеман, Едвард ван Лінге, Й. Л. Бурдам, Герман Леггер, Ян де Вріс, Оскар ван Раппард, Йооп ван Дорт, Бернардус Гроосйоган, Яап Булдер, Ян де Натріс, Арі Бісгаар, Фелікс вон Гейден, Еверт Булдер, Тінус ван Берден, Піт Перебоом                                               | Фред Варбертон            |             |
| VIII Літня Олімпіада (1924) детальніше про футбольний турнір на цій Олімпіаді            |                    |                       | |                           |             |
|                                                                                          | Уругвай            | 1                     | Андрес Масалі, Педро Каселья, Леонідас Чіаппара, Хосе Насассі, Умберто Томассіна, Фермін Уріарте, Педро Аріспе, Антоніо Урдінаран, Хосе Андраде, Хосе Відаль, Альфредо Гієрра, Альфредо Сібечі, Педро Сінгоне, Хосе Найя, Сантос Урдінаран, Ектор Скароне, Педро Петроне, Педро Сеа, Альфредо Романо, Соіло Сальдомбіде, Паскуаль Сомма, Педро Етчегоєн                               | Ернесто Фіголі            | [ 6 ]       |
|                                                                                          | Швейцарія          | 1                     | Ганс Пульвер, Тео Шар, Макс Вайлер, Жан Гааг, Густав Готенк'єні, Рудольф Рамзеєр, Адольф Реймонд, Адольфо Менготті, Август Обенгаузер, Арон Полліц, Пауль Шмідлін, Макс Абегглен, Фелікс Бедуре, Вальтер Дітріх, Карл Еренбольгер, Едмонд Крамер, Робер Паш, Пауль Фесслер, Пауль Штурценеггер                                                                                        | Тедді Дакворт             |             |
|                                                                                          | Швеція             | 1                     | Зігфрід Лінберг, Роберт Зандер, Аксель Альфредсон, Фрітьоф Гіллен, Конрад Гірш, Стен Мельгрен, Стен Фріберг, Густав Карлсон, Гаррі Зундберг, Свен Ліндквіст, Гуннар Гольмберг, Карл Густафсон, Чарльз Броммессон, Свен Рюделль, Пер Кауфельдт, Торе Келлер, Рудольф Кок, Торнстен Свенсон, Альбін Даль, Еверт Лундквіст, Гуннар Ольсон, Вігор Ліндберг                                | Йожеф Надь                |             |
| IX Літня Олімпіада (1928) детальніше про футбольний турнір на цій Олімпіаді              |                    |                       | |                           |             |
|                                                                                          | Уругвай            | 2                     | Хуан Арремон, Лоренсо Фернандес, Педро Сеа, Фаусто Батіньяні, Перегріно Ансельмо, Ектор Скароне, Хуан Піріс, Венансіо Бартібас, Адемар Канавесі, Хосе Андраде, Педро Петроне, Сантос Урдінаран, Мігель Мелоньйо, Андрес Масалі, Педро Аріспе, Антоніо Камполо, Ектор Кастро, Хосе Насассі, Альваро Хестідо, Рене Борхас, Роберто Фігероа, Домінго Техера                              | Прімо Джанотті            | [ 7 ]       |
|                                                                                          | Аргентина          | 1                     | Анхель Боссіо, Людовіко Бідольйо, Фернандо Патерностер, Анхель Медічі, Луїс Монті, Хуан Еварісто, Альфредо Каррікаберрі, Домінго Тарасконі, Мануель Феррейра, Фелісіано Пердукка, Раймундо Орсі, Сауль Каландра, Роберто Черро, Октавіо Діас, Енріке Гайнсарайн, Альберто Хельман, Сегундо Луна, Педро Очоа, Родольфо Орландіні, Наталіо Перінетті, Луїс Ваймюллер, Адольфо Сумельсу. | Хосе Лаго Мільян          |             |
|                                                                                          | Італія             | 1                     | Комбі, Джованні Де Пра, Валентино Дегані, Дельфо Белліні, Умберто Калігаріс, Феліче Гаспері, Сільвіо П'єтробоні, Вірджиніо Розетта, Адольфо Балонч'єрі, Фульвіо Бернардіні, Аттіліо Ферраріс, П'єтро Дженовезі, Антоніо Янні, Альфредо Пітто, Енріко Ріволта, Джино Россетті, Ельвіо Банкеро, Вірджиліо Левратто, Маріо Маньйоцці, П'єро Пасторе, Анджело Ск'явіо, Андреа Вів'яно     | Аугусто Рангоне           |             |
| XI Літня Олімпіада (1936) детальніше про футбольний турнір на цій Олімпіаді              |                    |                       | |                           |             |
|                                                                                          | Італія             | 1                     | Уго Локателлі, Аннібале Фроссі, Альфонсо Негро, П'єтро Рава, Альфредо Фоні, Луїджі Скарабелло, Франческо Габріотті, Джуліо Каппеллі, Ліберо Маркіні, Серджо Бертоні, Карло Б'яджі, Джузеппе Бальдо, Бруно Вентуріні, Акілле Піччіні | Вітторіо Поццо            | [ 8 ]       |
|                                                                                          | Австрія            | 1                     | Едуард Кайнбергер, Йозеф Лагофскі, Мартін Каргль, Ернст Кюнц, Лео Шаффельгофер, Ернст Бахер, Карл Вальмюллер, Антон Кренн, Йозеф Ксандер, Вальтер Вергінц, Макс Гофмайстер, Карл Кайнбергер, Йозеф Кіцмюллер, Адольф Лаундон, Франц Мандль, Франц Фуксбергер, Карл Шрайбер, Клемент Штайнмець, Алоїз Гомсчак, Антон Клайндінст                                                        | Гуго Майсль, Джиммі Хоган |             |
|                                                                                          | Норвегія           | 1                     | Генрі Йохансен, Нільс Еріксен, Ейвінд Хольмсен, Фрітьйоф Уллеберг, Йорген Юве, Рольф Хольмберг, Магдалон Монсен, Рейдар Кваммен, Альф Мартінсен, Одд Францен, Арне Брустад, Фредрік Хорн, Магнар Ісаксен, Сверре Хансен; Крістіан Хенріксен, Хокон Гундерсен, Арне Ілебю | Асб'єрн Гальворсен        |             |
| XIV Літня Олімпіада (1948) детальніше про футбольний турнір на цій Олімпіаді             |                    |                       | |                           |             |
|                                                                                          | Швеція             | 1                     | Торстен Ліндберг, Каллє Свенссон, Руне Емануельссон, Бер'є Леандер, Ерік Нільссон, Кнут Нордаль, Суне Андерссон, Бертіль Нордаль, К'єлль Росен, Біргер Росенгрен, Генрі Карлссон, Гуннар Грен, Егон Єнссон, Нільс Лідхольм, Стеллан Нільссон, Гуннар Нордаль | Джордж Рейнор             |             |
|                                                                                          | Югославія          | 1                     | Александар Атанацкович, Степан Бобек, Мирослав Брозович, Желько Чайковський, Златко Чайковський, Звонимир Цимерманчич, Міодраг Йованович, Любомир Ловрич, Првослав Михайлович, Райко Митич, Франьо Шоштарич, Бранко Станкович, Коста Томашевич, Бернард Вукас, Франьо Велфл; Божо Брокета, Іван Язбиншек, Ратко Кациян, Фране Матошич, Бела Палфі, Александар Петрович, Йосип Такач   | Милорад Арсеньєвич        |             |
|                                                                                          | Данія              | 1                     | |                           |             |
| XV Літня Олімпіада (1952) детальніше про футбольний турнір на цій Олімпіаді              |                    |                       | |                           |             |
|                                                                                          | Угорщина           | 1                     | Дьюла Грошич, Шандор Геллер, Геза Хенні, Єне Бузанскі, Єне Дальнокі, Міхай Лантош, Йожеф Закаріаш, Йожеф Божик, Імре Ковач, Дьюла Лорант, Янош Бержеї, Ференц Сойка, Ласло Будаї, Лайош Чордаш, Золтан Цибор, Нандор Хідегкуті, Шандор Кочиш, Петер Палоташ, Ференц Пушкаш, Янош Варга                                                                                                | Густав Шебеш              | [ 9 ]       |
|                                                                                          | Югославія          |                       | |                           |             |
|                                                                                          | Швеція             |                       | |                           |             |
| XVI Літня Олімпіада (1956) детальніше про футбольний турнір на цій Олімпіаді             |                    |                       | |                           |             |
|                                                                                          | СРСР               | 1                     | Борис Татушин, Микола Тищенко, Лев Яшин, Едуард Стрєльцов, Микита Симонян, Олексій Парамонов, Ігор Нетто, Сергій Сальников, Михайло Огоньков, Анатолій Ільїн, Йожеф Беца, Володимир Рижкін, Борис Разинський, Анатолій Башашкін, Валентин Іванов, Борис Кузнєцов, Анатолій Ісаєв, Анатолій Масльокін                                                                                  | Дмитро Качалін            | [ 10 ]      |
|                                                                                          | Югославія          |                       | Благоє Відініч, Петар Раденкович, Сава Антіч, Ібрагім Біоградліч, Доброслав Крстіч, Младен Кощак, Лука Ліпосінович, Мухамед Муїч, Златко Папєц, Нікола Радович, Іван Сантек, Драгослав Шекуларац, Любіша Спаїч, Тодор Веселінович | Мілован Сіріч             |             |
|                                                                                          | Болгарія           |                       | Йордан Йосіфов, Георгі Найдєнов, Стефан Божков, Тодор Дієв, Георгі Дімітров, Мілчо Горанов, Крум Янєв, Іван Колєв, Нікола Ковачев, Манол Манолов, Дімітар Міланов, Панайот Панайотов, Кіріл Ракаров, Гавріл Стоянов | Стоян Орманджиев          |             |
| XVII Літня Олімпіада (1960) детальніше про футбольний турнір на цій Олімпіаді            |                    |                       | |                           |             |
|                                                                                          | Югославія          | 1                     | Александар Козлина, Душан Маравич, Томіслав Кнез, Анте Жанетич, Велімір Сомболац, Желько Перушич, Фахрудін Юсуфі, Бора Костич, Мілан Галич, Новак Роганович, Андрія Анкович, Желько Матуш, Сілвестер Такач, Благоє Видинич, Милутин Шошкич, Владимир Дуркович | Александр Тирнанич        |             |
|                                                                                          | Данія              |                       | Поуль Андерсен, Йон Даніельсен, Геннінґ Еноксен, Генрі Фром, Ерік Ґордгойє, Бент Гансен, Йорґен Гансен, Геннінґ Гельбрандт, Поуль Єнсен, Бент Кроґ, Ерлінґ Лінде Ларсен, Поуль Мейєр, Флеммінґ Нільсен, Ганс Крістіан Нільсен, Гаральд Нільсен, Поуль Педерсен, Йорн Сьоренсен, Фінн Стеробо, Томмі Троельсен                                                                         | Арне Сьоренсен            |             |
|                                                                                          | Угорщина           |                       | Флоріан Альберт, Єньо Дальнокі, Золтан Дудаш, Янош Дунаї, Лайош Фараґо, Янош Ґьорьоч, Ференц Ковач, Кальман Месьолі, Дежо Новак, Паль Орос, Ласло Паль, Тібор Паль, Дюла Ракоші, Імре Шаторі, Ерне Шоймоші, Анталь Сентміхаї, Ґабор Тьорьок, Паль Вархіді, Оскар Вілежаль. Тренери Лайош Бароті                                                                                       | Бела Волентік             |             |
| XVIII Літня Олімпіада (1964) детальніше про футбольний турнір на цій Олімпіаді           |                    |                       | |                           |             |
|                                                                                          | Угорщина           | 2                     | Палотаї Карой, Ігас Кальман, Сентміхайї Анталь, Чернаї Тібор, Гелеї Йожеф, Новак Дежьо, Фаркаш Янош, Орбан Арпад, Комора Імре, Бене Ференц, Нограді Ференц, Варга Золтан, Катона Шандор, Сепеші Густав | Лакат Карой               |             |
|                                                                                          | Чехословаччина     |                       | |                           |             |
|                                                                                          | Німеччина          |                       | |                           |             |
| XIX Літня Олімпіада (1968) детальніше про футбольний турнір на цій Олімпіаді             |                    |                       | |                           |             |
|                                                                                          | Угорщина           | 3                     | Панчич Міклош, Ласло Надь, Башті Іштван, Лайош Кочиш, Дунаї Лайош, Дунаї Анталь, Шаркьоші Габор, Сарка Золтан, Фатер Карой, Новак Дежьо, Салаї Міклош, Сюч Лайош, Ношко Ерно, Кеглович Ласло, Юхас Іштван, Менцель Іван, Фазекаш Ласло | Лакат Карой               |             |
|                                                                                          | Болгарія           |                       | |                           |             |
|                                                                                          | Японія             |                       | |                           |             |
| XX Літня Олімпіада (1972) детальніше про футбольний турнір на цій Олімпіаді              |                    |                       | |                           |             |
|                                                                                          | Польща             | 1                     | Єжи Горгонь, Влодзімеж Любанський, Зигмунт Мащик, Йоахім Маркс, Гжегож Лято, Зигмунт Анчок, Антоній Шимановський, Збігнєв Гут, Мар'ян Остафинський, Леслав Цмікевич, Єжи Краска, Губерт Костка, Казімеж Дейна, Рішард Шимчак, Зігфрід Шолтисик, Роберт Гадоха, Казімеж Кмєцик | Казімеж Гурський          |             |
|                                                                                          | Угорщина           |                       | |                           |             |
|                                                                                          | СРСР               |                       | Євген Рудаков, Володимир Пільгуй, Юрій Істомін, Муртаз Хурцилава, Євген Ловчев, Володимир Капличний, Віктор Колотов, Володимир Онищенко, В'ячеслав Семенов, Андрій Якубик, Анатолій Куксов, Геннадій Єврюжихін, Реваз Дзодзуашвілі, Сергій Ольшанський, Оганес Заназанян, Аркадій Андріасян, Йожеф Сабо, Юрій Єлісеєв, Олег Блохін                                                    | Олександр Пономарьов      |             |
|                                                                                          | НДР                |                       | |                           |             |
| XXI Літня Олімпіада (1976) детальніше про футбольний турнір на цій Олімпіаді             |                    |                       | |                           |             |
|                                                                                          | НДР                | 1                     | Лотар Курбювайт, Мартін Гофманн, Герд Вебер, Райнгард Лаук, Ганс-Урліх Грапентін, Ганс-Юрген Рідігер, Герд Кіше, Вольфрам Льове, Кондрад Вайзе, Вільфрід Грьобнер, Бернд Бранш, Герт Гайдлєр, Дітер Рідель, Гартмут Шаде, Ганс-Юрген Дьорнер, Райнгард Гефнер, Юрген Крой | Георг Бушнер              |             |
|                                                                                          | Польща             |                       | Ян Томашевський, Антоній Шимановський, Єжи Горгонь, Войцех Рудий, Владислав Жмуда, Зигмунт Мащик, Гжегож Лято, Генрик Касперчак, Казімеж Дейна, Анджей Шармах, Казімеж Кмєцик, Пйотр Мовлик, Генрик Вавровський, Генрик Вєчорек, Леслав Цмікевич, Ян Бенігєр, Роман Огаза | Казімеж Гурський          |             |
|                                                                                          | СРСР               |                       | Володимир Астаповський, Олександр Прохоров, Анатолій Коньков, Віктор Матвієнко, Михайло Фоменко, Стефан Решко, Володимир Трошкін, Давид Кіпіані, Володимир Онищенко, Віктор Колотов, Володимир Веремєєв, Олег Блохін, Леонід Буряк, Володимир Федоров, Олександр Мінаєв, Віктор Звягінцев, Леонід Назаренко                                                                           | Валерій Лобановський      |             |
| XXII Літня Олімпіада (1980) детальніше про футбольний турнір на цій Олімпіаді            |                    |                       | |                           |             |
|                                                                                          | Чехословаччина     | 1                     | Станіслав Семан, Петр Немець, Зденек Ригел, Франтішек Штамбахр, Лібор Радімец, Йозеф Мазура, Ян Бергер, Ладіслав Візек, Їндржих Свобода, Ярослав Нетолічка, Олдржих Ротт, Франтішек Кунзо, Вернер Лічка, Любомир Поклуда, Ростіслав Вацлавічек, Людек Мацела, Зденек Шрейнер | Франтішек Гавранек        |             |
|                                                                                          | НДР                |                       | |                           |             |
|                                                                                          | СРСР               |                       | Рінат Дасаєв, Володимир Пільгуй, Тенгіз Сулаквелідзе, Олександр Чівадзе, Вагіз Хідіятуллін, Олег Романцев, Сергій Шавло, Сергій Андрєєв, Володимир Безсонов, Юрій Гаврилов, Федір Черенков, Валерій Газзаєв, Сергій Балтача, Сергій Нікулін, Хорен Оганесян, Олександр Прокопенко, Реваз Челабадзе                                                                                    | Костянтин Бєсков          |             |
| XXIII Літня Олімпіада (1984) детальніше про футбольний турнір на цій Олімпіаді           |                    |                       | |                           |             |
|                                                                                          | Франція            | 1                     | Жан-Клод Лемуль, Дідьє Сенак, Мішель Бібар, Жан-Крістоф Тувенель, Домінік Біжота, Вільям Айяш, Альбер Рюс, Даніель Ксюереб, Жан-Луї Занон, Філіпп Женноль, Жосе Туре, Мішель Бенсуссан, Патріс Гаранд, Франсуа Бріссон, Гі Лякомб, Жан-Філіпп Рор, Патрік Кюбайне | Анрі Мішель               |             |
|                                                                                          | Бразилія           |                       | |                           |             |
|                                                                                          | Югославія          |                       | |                           |             |
| XXIV Літня Олімпіада (1988) детальніше про футбольний турнір на цій Олімпіаді            |                    |                       | |                           |             |
|                                                                                          | СРСР               | 2                     | Олексій Чередник, Євген Кузнєцов, Армінас Нарбековас, Олексій Прудніков, Володимир Лютий, Сергій Горлукович, Юрій Савічев, Віктор Лосєв, Олексій Михайличенко, Гела Кеташвілі, Ігор Пономарьов, Арвідас Яноніс, Ігор Добровольський, Дмитро Харін, Ігор Скляров, Олександр Бородюк, Володимир Татарчук, Євген Яровенко, Сергій Фокін, Вадим Тищенко                                   | Анатолій Бишовець         |             |
|                                                                                          | Бразилія           |                       | Адемір, Алоізіо, Андраде, Батіста, Бебето, Карека, Андре Круз, Едмар, Жеовані, Жуан Пауло, Жоржіньо, Мілтон, Феррейра Нето, Ромаріу, Таффарел, Луис Карлос, Рікардо Гомес, Мазіньо, Валдо Фільо, Зе Карлос | Карлос Альберто Сілва     |             |
|                                                                                          | ФРН                |                       | Рудольф Боммер, Хольгер Фах, Вольфганг Функель, Армін Герц, Роланд Грахаммер, Томас Гесслер, Томас Херстер, Олаф Янсен, Уве Кампс, Герд Клепінгер, Юрген Клінсман, Франк Міль, Карл-Гайнц Рідле, Кристіан Шрайєр, Міхаель Шульц, Ральф Зіверс, Фріц Вальтер, Вольфрам Вуттке, Олівер Рек, Гуннар Зауєр                                                                                | Йоханнес Лер              |             |
| XXV Літня Олімпіада (1992) детальніше про футбольний турнір на цій Олімпіаді             |                    |                       | |                           |             |
|                                                                                          | Іспанія            | 1                     | Роберто Солосабал, Альфонсо Перес, Антоніо Хіменес, Сантьяго Каньїсарес, Хав'єр Манхарін, Альберт Феррер, Хосе Амавіска, Абелардо Фернандес, Кіко Нарваес, Мікель Ласа, Рафаель Берхес, Хуан Лопес, Хосеп Гвардіола, Луїс Енріке | Вісенте Мієра             |             |
|                                                                                          | Польща             |                       | |                           |             |
|                                                                                          | Гана               |                       | |                           |             |
| XXVI Літня Олімпіада (1996) детальніше про чоловічий футбольний турнір на цій Олімпіаді  |                    |                       | |                           |             |
|                                                                                          | Нігерія            | 1                     | Селестін Бабаяро, Теслім Фатусі, Віктор Ікпеба, Тіджані Бабангіда, Нванкво Кану, Сандей Олісе, Абіодун Обафемі, Джей-Джей Окоча, Кінгслі Обієкву, Еммануель Бабаяро, Уче Окечукву, Джозеф Дозу, Еммануель Емунеке, Гарба Лаваль, Вілсон Орума, Мобі Опараку, Данієль Амокачі, Тарібо Вест                                                                                             | Джо Бонфере               |             |
|                                                                                          | Аргентина          |                       | |                           |             |
|                                                                                          | Бразилія           |                       | |                           |             |
| XXVII Літня Олімпіада (2000) детальніше про чоловічий футбольний турнір на цій Олімпіаді |                    |                       | |                           |             |
|                                                                                          | Камерун            | 1                     | Данієль Беконо, Жеремі Нжітап, Аарон Нгімба, Жоель Епалль, Патріс Абанда, Данієль Нгом Ком, Серже Мімпо, П'єр Воме, Патрік Мбома, Серж Бранко, Ніколя Альнуджі, Альбер Мейон, Клемен Бо, Самюель Ето'о, Модест Мбамі, Карлос Камені, Лоран Етаме, Патрік Суффо | Жан-Поль Аконо            |             |
|                                                                                          | Іспанія            |                       | |                           |             |
|                                                                                          | Чилі               |                       | |                           |             |

## ХХІ століття
| Місце                                                                                     | Переможець турніру | Загалом таких медалей | Склад команди | Головний тренер    | Примітки |
| ----------------------------------------------------------------------------------------- | ------------------ | --------------------- | --- | ------------------ | -------- |
| XXVIII Літня Олімпіада (2004) детальніше про чоловічий футбольний турнір на цій Олімпіаді |                    |                       | |                    |          |
|                                                                                           | Аргентина          | 1                     | Ніколас Медіна, Хав'єр Маскерано, Габріель Гайнце, Фабрісіо Колоччіні, Лучо Гонсалес, Карлос Тевес, Хав'єр Савіола, Сесар Дельгадо, Ніколас Бурдіссо, Роберто Аяла, Андрес Д'Алессандро, Херман Люкс, Клементе Родрігес, Кілі Гонсалес                                                                         | Марсело Б'єлса     |          |
|                                                                                           | Парагвай           |                       | Родріго Ромеро, Еміліо Мартінес, Хуліо Мансур, Карлос Гамарра, Хосе Девакі, Сельсо Есківель, Пабло Хіменес, Едгар Баррето, Фреді Баррейро, Дієго Фігередо, Аурельяно Торрес, Педро Бенітес, Хуліо Сесар Енсісо, Хуліо Гонсалес, Ернесто Крістальдо, Освальдо Діас, Хосе Сатурніно Кардосо, Дієго Барретто      | Карлос Хара Сагієр |          |
|                                                                                           | Італія             |                       | Марко Амелія, Джорджо К'єлліні, Еміліано Моретті, Маттео Феррарі, Даніеле Бонера, Даніеле Де Россі, Джамп'єро Пінці, Анджело Паломбо, Альберто Джилардіно, Андреа Пірло, Джузеппе Скуллі, Андреа Гасбарроні, Андреа Барцальї, Чезаре Бово, Марко Донадел, Сімоне Дель Неро, Джандоменіко Место, Іван Пеліццолі | Клаудіо Джентіле   |          |
| XXIX Літня Олімпіада (2008) детальніше про чоловічий футбольний турнір на цій Олімпіаді   |                    |                       | |                    |          |
|                                                                                           | Аргентина          | 2                     | Серхіо Агуеро, Дієго Буананотте, Ніколас Пареха, Лусіано Монсон, Есек'єль Лавессі, Фернандо Гаго, Евер Банега, Серхіо Ромеро, Хав'єр Маскерано, Есек'єль Гарай, Ніколас Наварро, Хуан Роман Рікельме, Ліонель Мессі, Анхель ді Марія, Хосе Соса, Федеріко Фасіо, Лаутаро Акоста, Пабло Сабалета                | Серхіо Батиста     |          |
|                                                                                           | Нігерія            |                       | Айоделе Аделеє, Олубайо Адефемі, Олувафемі Аджілоре, Ефе Амброз, Віктор Анічебе, Онікачі Апам, Ембруз Ванзекін, Манде Джеймс, Проміз Ісаак, Сані Кайта, Віктор Нсофор Обінна, Чінеду Огбуке, Пітер Одемвінгіє, Чібузор Оконкво, Соломон Окоронкво, Тає Тайво, Ікечукву Езенва, Еммануель Екпо                  |                    |          |
|                                                                                           | Бразилія           |                       | Андерсон, Брено Боржес, Жо, Ілсінью, Дієго Алвес Каррейра, Дієго Рібас да Кунья, Лукас Лейва, Марсело, Тьяго Невіс, Алешандре Пату, Рафінья, Роналдіньо, Рамірес, Алекс Сілва, Тьяго Сілва, Ренан Бріто Соарес, Рафаель Собіс, Ернанес                                                                         |                    |          |
| XXX Літня Олімпіада (2012) детальніше про чоловічий футбольний турнір на цій Олімпіаді    |                    |                       | |                    |          |
|                                                                                           | Мексика            | 1                     | Хосе Корона, Ісраель Хіменес, Карлос Сальсідо, Ірам М'єр, Дарвін Чавес, Ектор Еррера, Хав'єр Кортес, Марко Фабіан, Орібе Перальта, Джовані дос Сантос, Хав'єр Акіно, Хосе Родрігес, Дієго Реєс, Хорхе Енрікес, Нестор Відріо, Мігель Понсе, Нестор Араухо, Рауль Хіменес                                       | Луїс Тена          |          |
|                                                                                           | Бразилія           |                       | Габріел, Рафаел, Тіагу Сілва (капітан), Жуан Жезус, Сандро, Марсело, Лукас, Ромуло, Леандро Даміан, Оскар, Неймар, Халк, Бруно Увіні, Даніло, Алекс Сандро, Гансо, Алешандре Пату, Нету | Мано Менезес       |          |
|                                                                                           | Південна Корея     |                       | Чон Сон Рьон, О Че Сок, Юн Сок Йон, Кім Йон Гвон, Кім Кі Хі, Кі Сон Йон, Кім Бо Гьон, Пек Сон Дон, Чі Дон Вон, Пак Чу Йон, Нам Тхе Хі, Хван Сок Хо, Ку Ча Чхоль (капітан), Кім Чхан Су, Пак Джон У, Чон У Йон, Кім Хьон Сон, Лі Бом Йон                                                                        | Хон Мьон Бо        |          |
| XXXІ Літня Олімпіада (2016) детальніше про чоловічий футбольний турнір на цій Олімпіаді   |                    |                       | |                    |          |
|                                                                                           | Бразилія           |                       | Вевертон, Зека, Родріго Кайо, Маркіньйос, Ренато Аугусто, Дуглас Сантос, Луан, Рафінья, Габігол, Неймар, Габріел Жезус, Волас, Вільям, Луан Гарсія, Родріго Доурадо, Тьяго Мая, Феліпе Андерсон, Уїлсон | Рожеріо Мікале     |          |
|                                                                                           | Німеччина          |                       | Тімо Горн, Джеремі Тольян, Лукас Клостерманн, Маттіас Гінтер, Ніклас Зюле, Свен Бендер, Макс Маєр, Ларс Бендер, Даві Зельке, Леон Горецка, Юліан Брандт, Яннік Гут, Філіпп Макс, Роберт Бауер, Макс Крістіансен, Гриша Премель, Серж Гнабрі, Нільс Петерсен                                                    | Горст Грубеш       |          |
|                                                                                           | Нігерія            |                       | Деніел Акпеї, Сет Сінсере, Кінгслі Маду, Шеху Абдуллахі, Сетаді Ерімуя, Вільям Трост-Еконг, Аміну Умар, Огенекаро Етебо, Імо Езекіль, Джон Обі Мікел, Джуніор Аджаї, Попула Саліу, Садік Умар, Азубуїке Окечукву, Ндіфреке Удо, Стенлі Амузі, Могаммед Усман, Еммануель Деніел                                 | Самсон Сяся        |          |

## Галерея

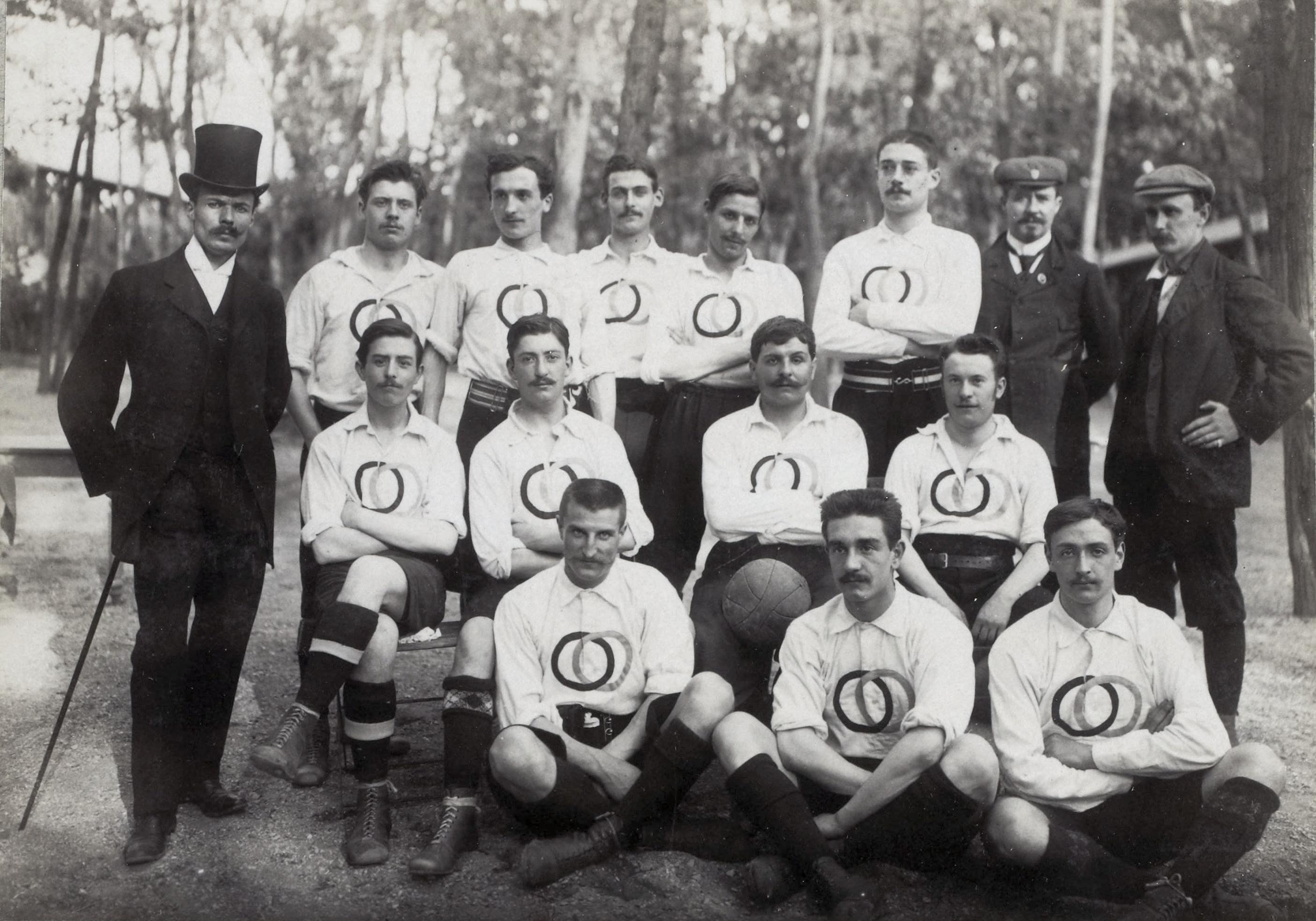
Команда Франції (1900 рік)
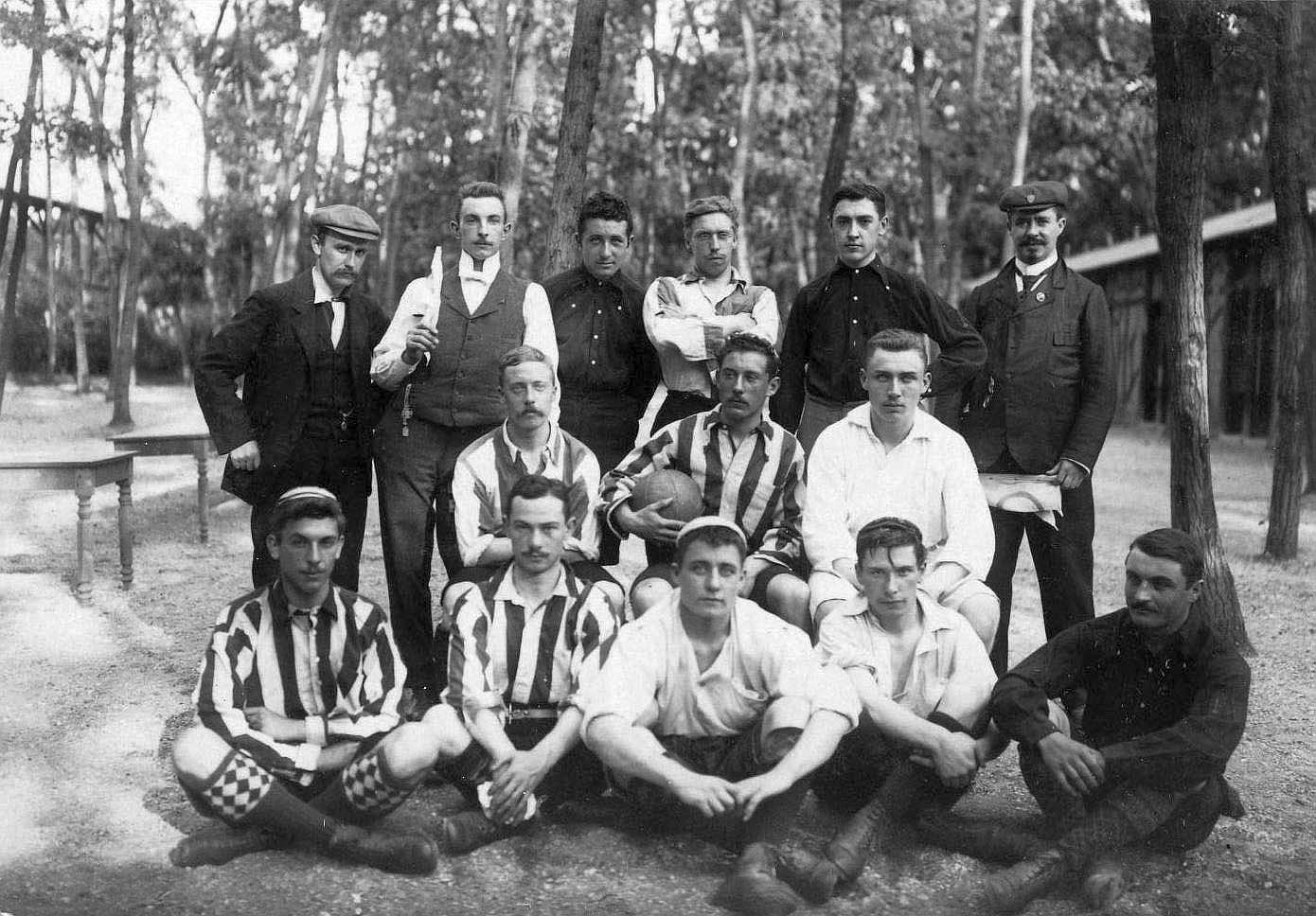
Команда Бельгії (1900 рік)
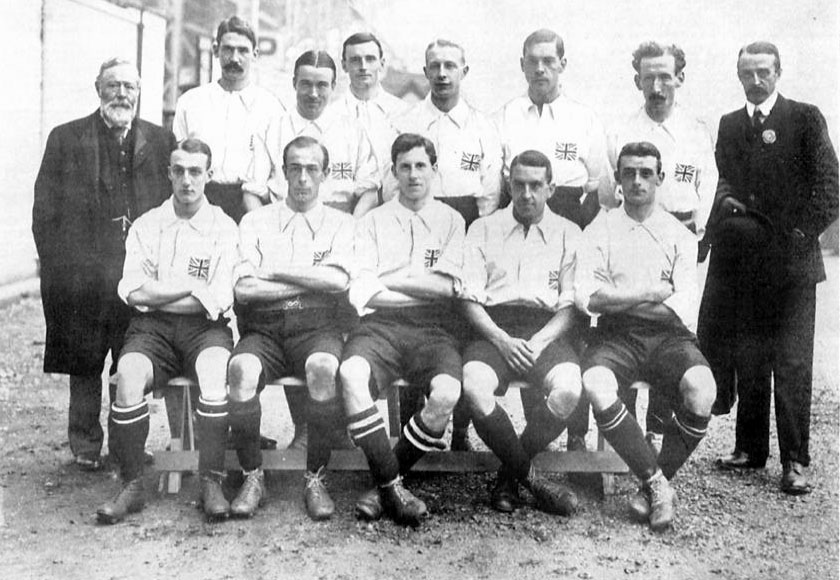
Команда Великої Британії (1908 рік)
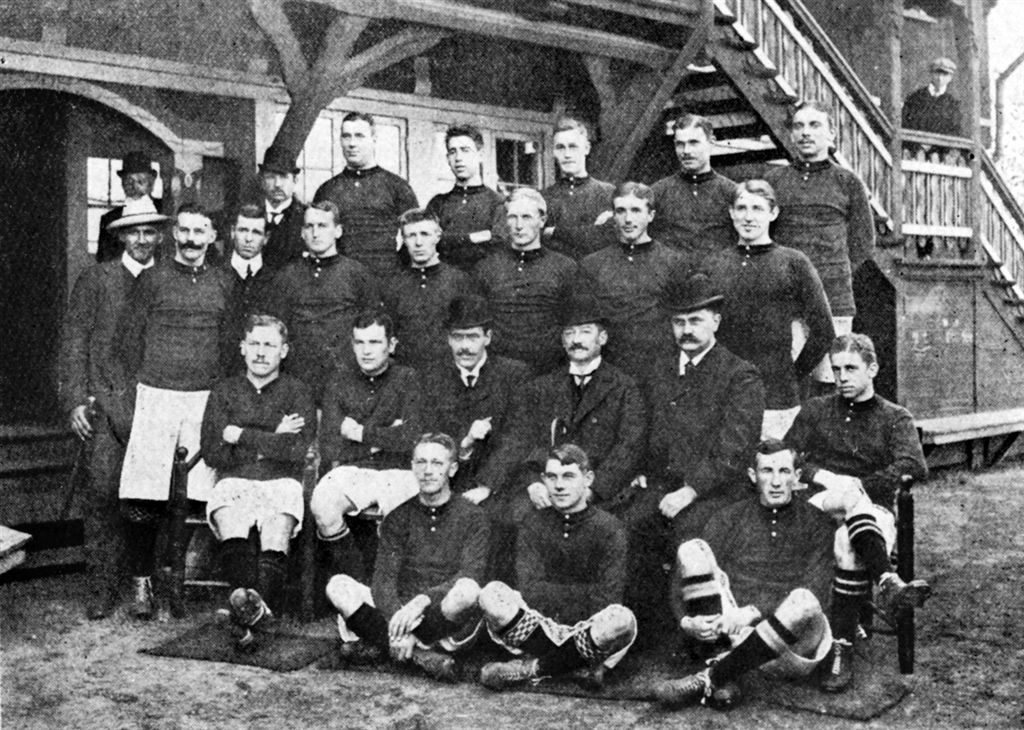
Команда Данії (1908 рік)
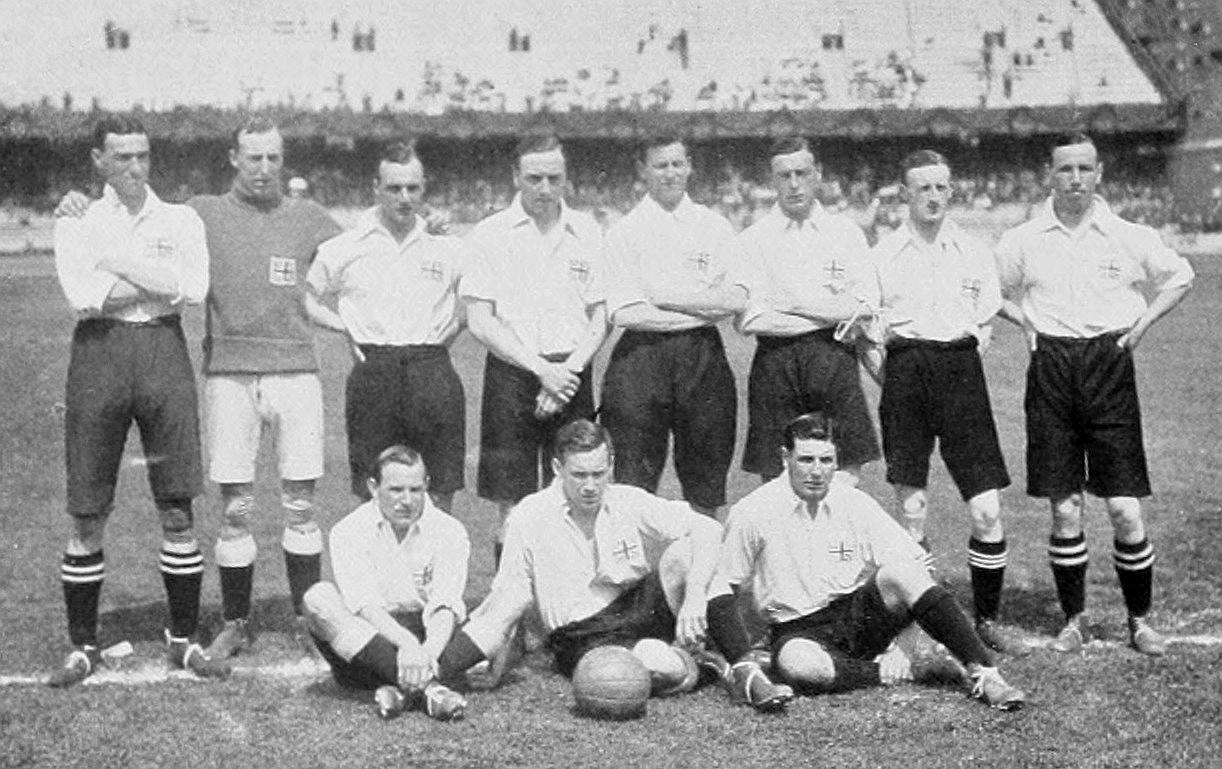
Команда Великої Британії (1912 рік)
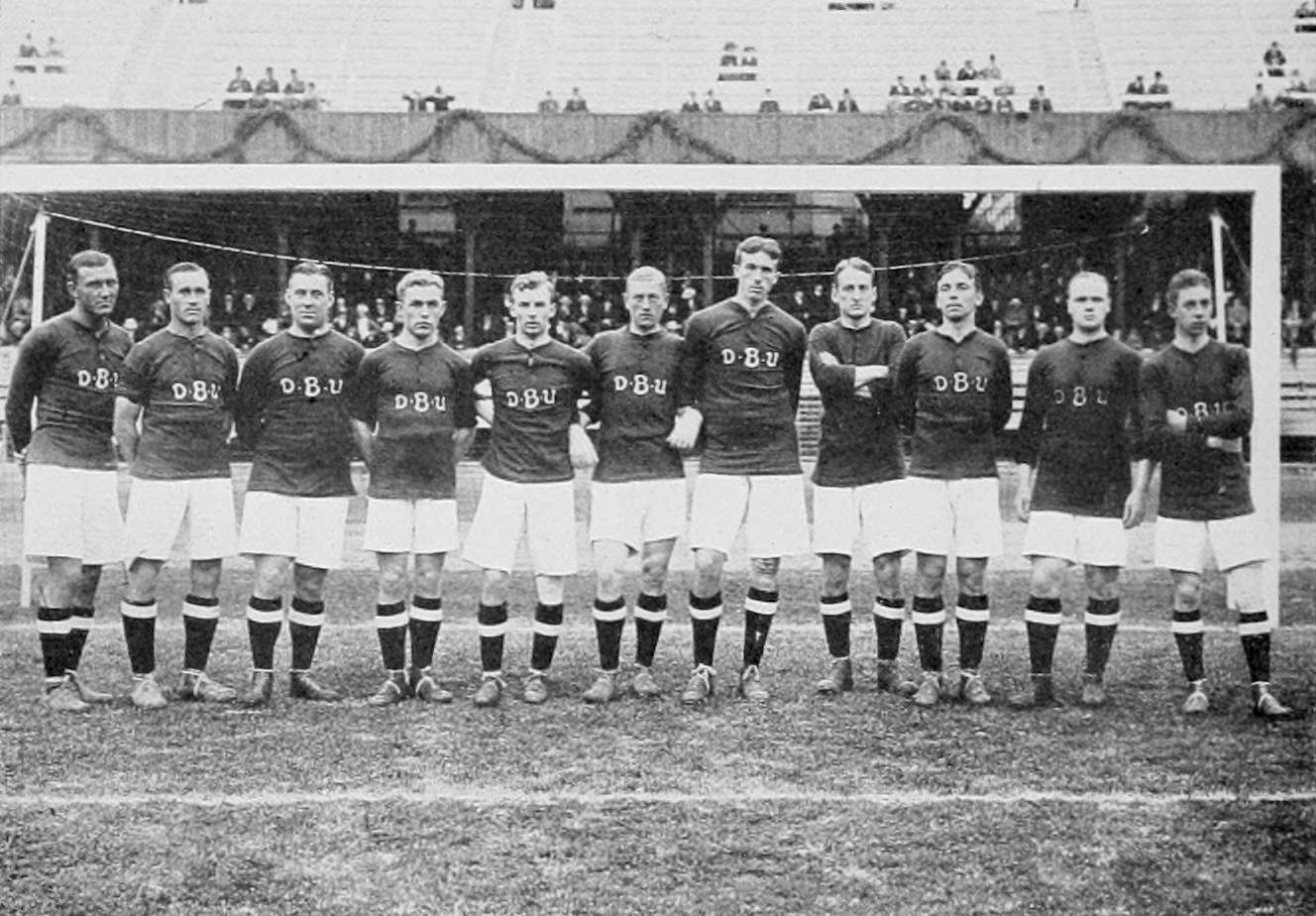
Команда Данії (1912 рік)
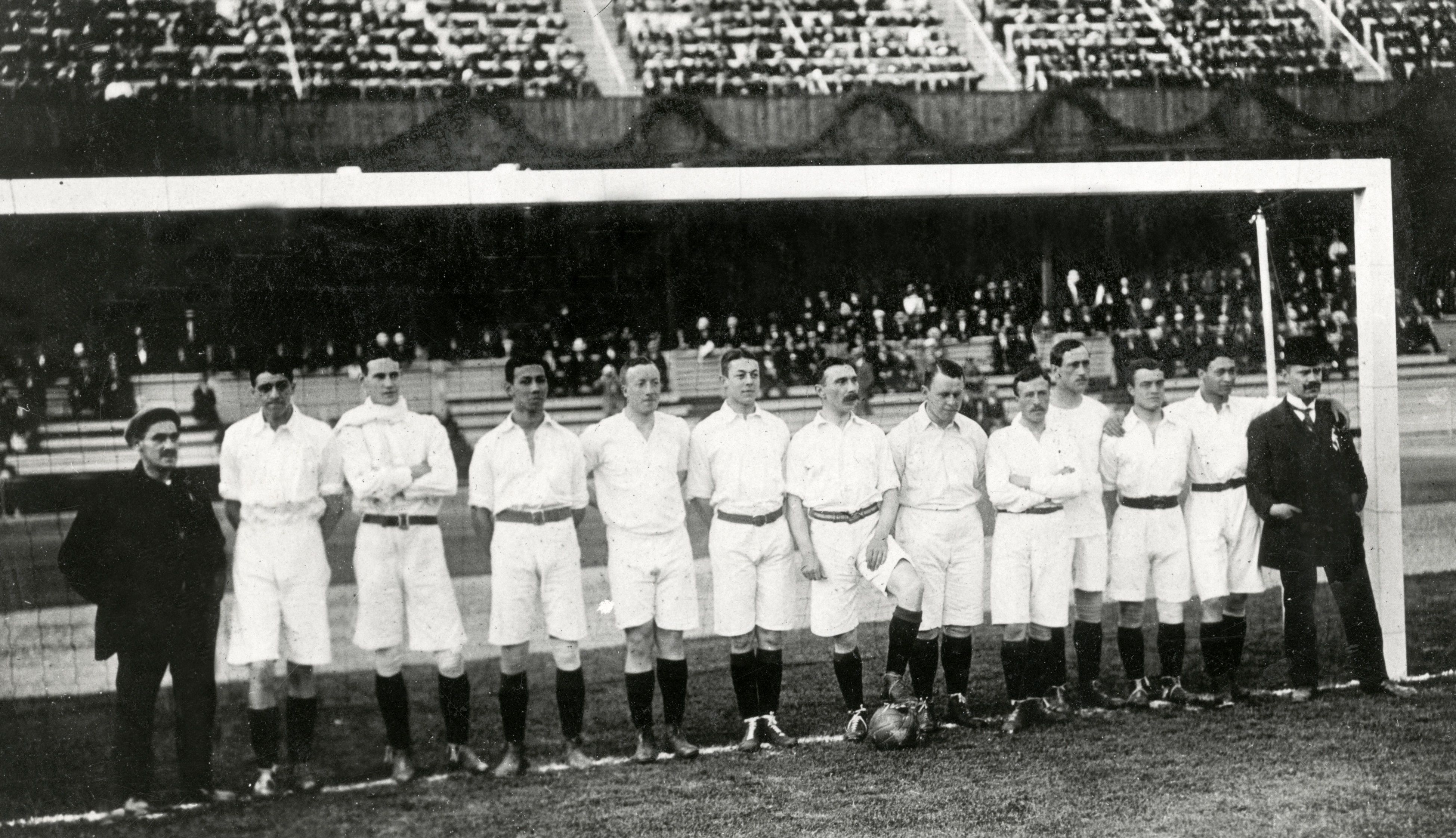
Команда Нідерландів (1912 рік)
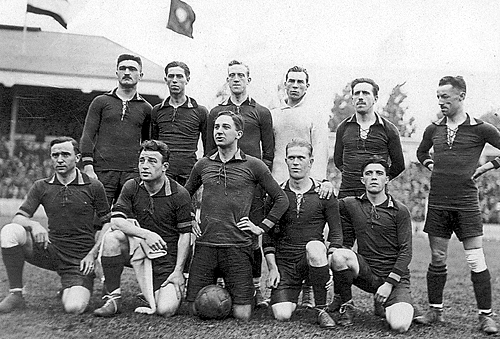
Команда Бельгії (1920 рік)
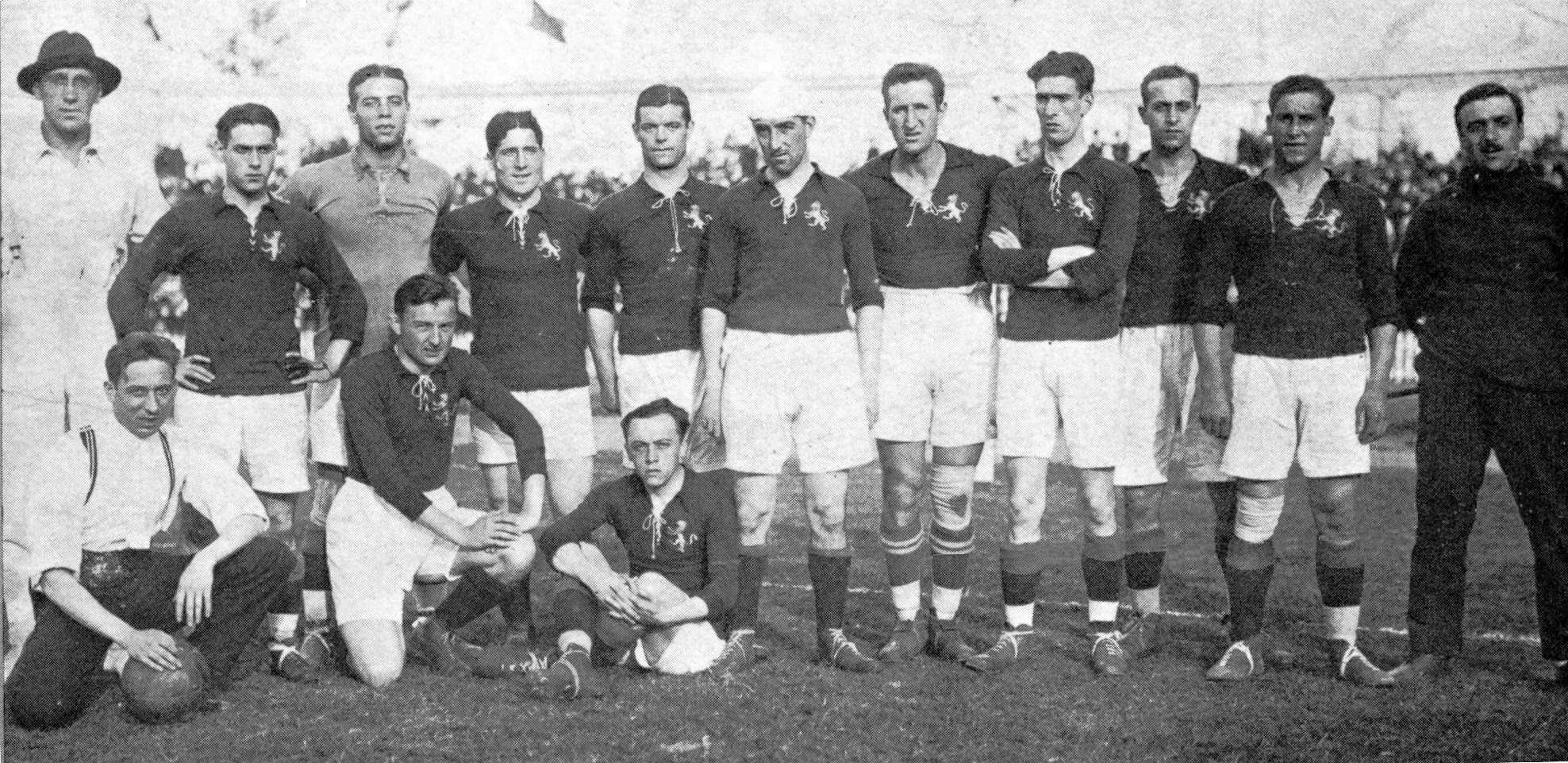
Команда Іспанії (1920 рік)
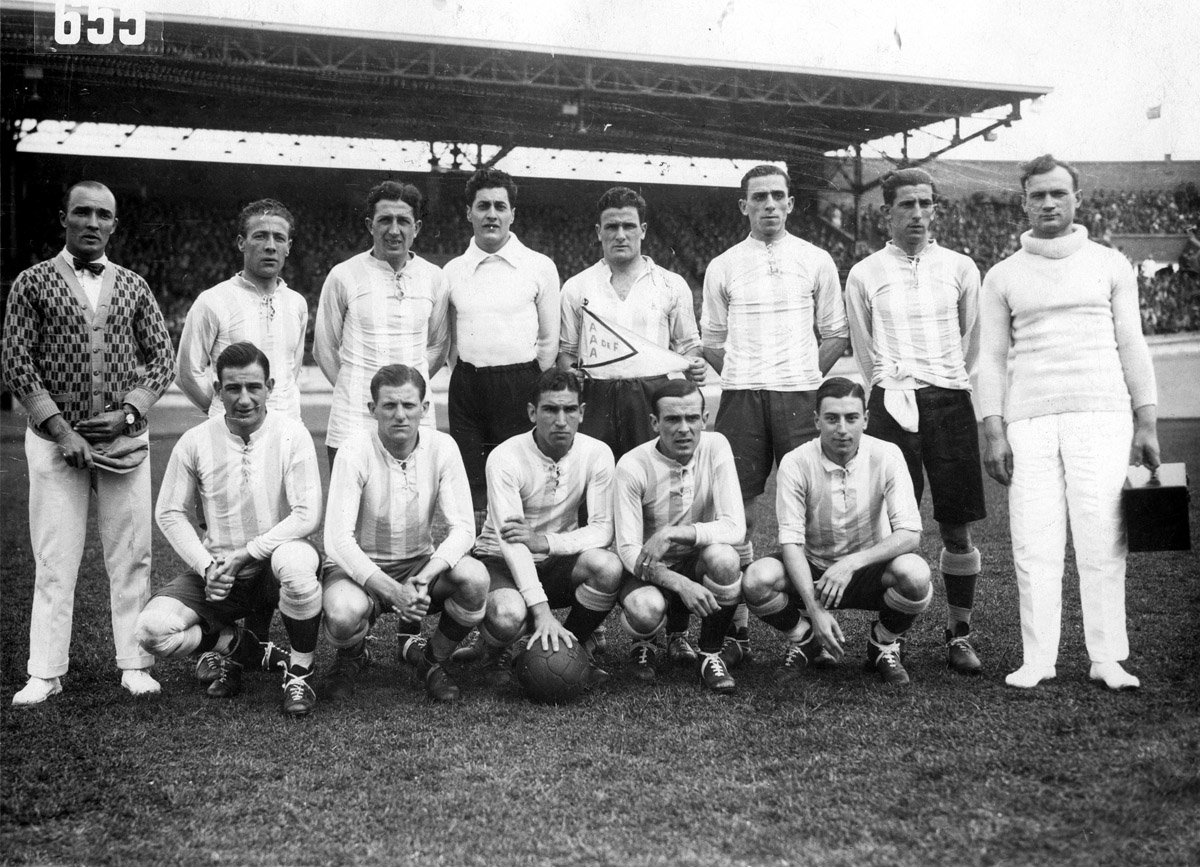
Команда Аргентини (1928 рік)
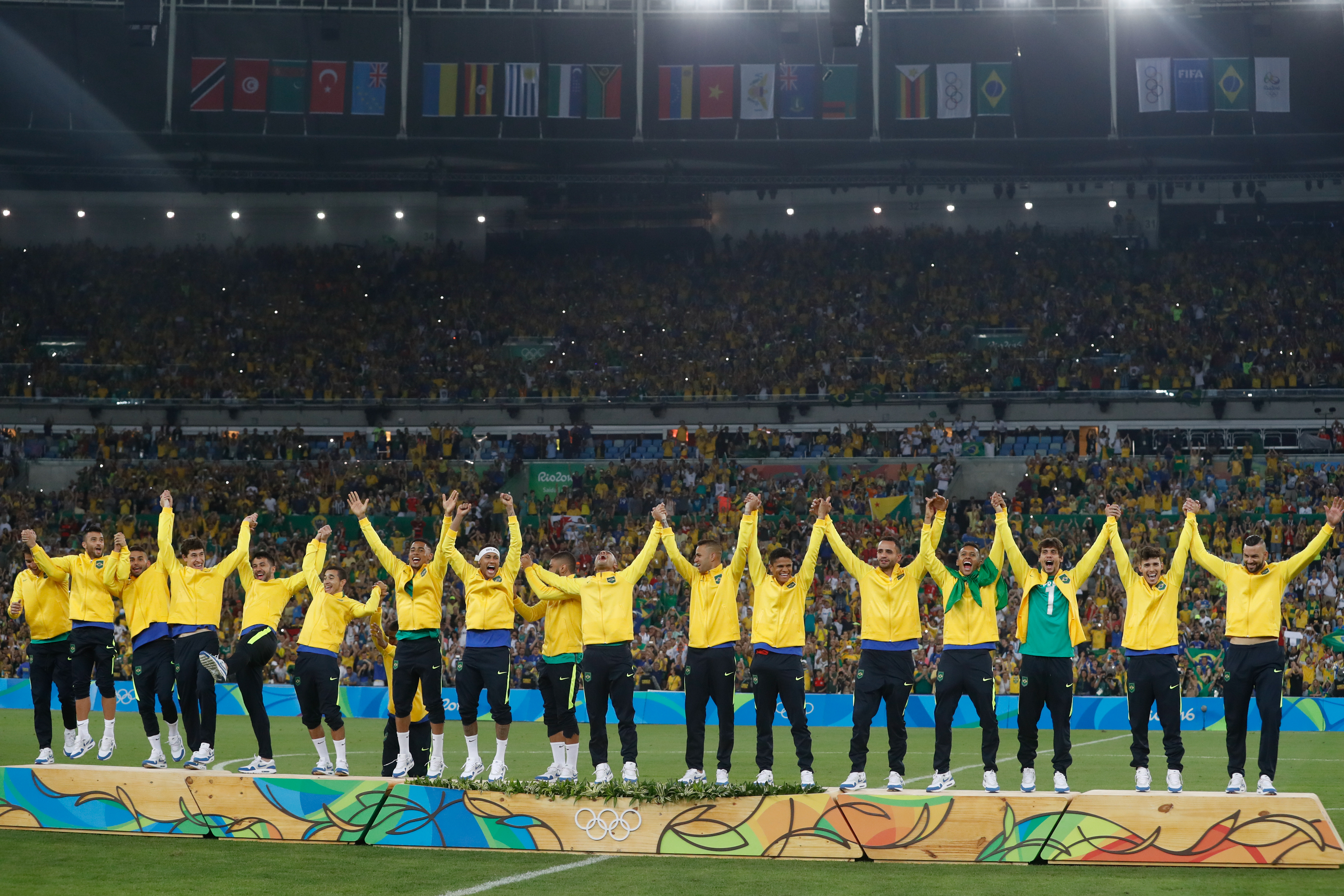
Команда Бразилії (2016 рік)

### Виноски
1. ↑  Olympic Football Tournament (Paris 1900). www.linguasport.com (англ.) . Linguasport. Архів оригіналу за 15 липня 2015. Процитовано 15 липня 2015.
2. ↑  M. Alfred Picard. Concours Internarionaux
d'Exercices Physiques et de Sports: Rapports. — Paris : Ministere du Commerce, de L’Industrie des Postes et des Telegraphes, 1900. — Т. 1. — С. 66-68.(фр.)
3. ↑  St. Louis 1904. www.olympic.org. МОК. Архів оригіналу за 9 серпня 2014. Процитовано 5 серпня 2014.
4. ↑  London 1908. www.olympic.org. МОК. Архів оригіналу за 9 серпня 2014. Процитовано 4 серпня 2014.
5. ↑  Stockholm 1912. www.olympic.org. МОК. Архів оригіналу за 9 серпня 2014. Процитовано 5 серпня 2014.
6. ↑  Paris 1924. www.olympic.org. МОК. Архів оригіналу за 24 вересня 2015. Процитовано 5 серпня 2014.
7. ↑  Amsterdam 1928. www.olympic.org. МОК. Архів оригіналу за 8 березня 2016. Процитовано 5 серпня 2014.
8. ↑  Berlin 1936. www.olympic.org. МОК. Архів оригіналу за 9 серпня 2014. Процитовано 5 серпня 2014.
9. ↑  Helsinki 1952. www.olympic.org. МОК. Архів оригіналу за 24 вересня 2015. Процитовано 6 серпня 2014.
10. ↑  Melbourne 1956. www.olympic.org. МОК. Архів оригіналу за 12 серпня 2014. Процитовано 12 серпня 2014.